# ウルワツ寺院

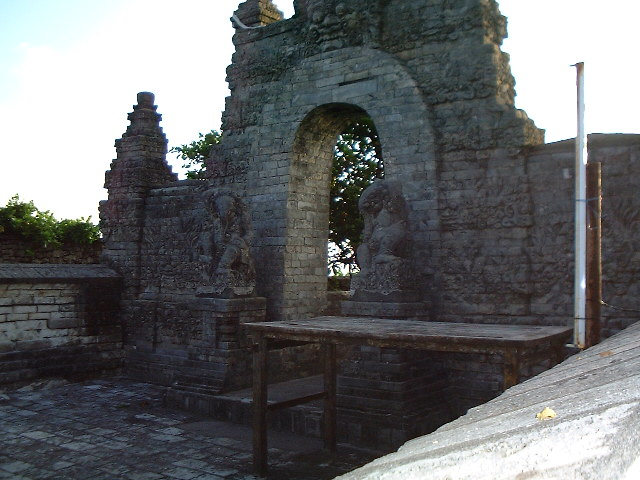
ウルワツ寺院の入り口

ウルワツ寺院（ウルワツじいん、Pura Luhur Ulu Watu）は、インドネシア・バリ島南端のブキット半島南西端に位置し、海の霊をまつる寺院である。行政的にはバドゥン県クタ南部地区ペカトゥ村に属する。11世紀にジャワの僧ウンプ・クトゥランによって建立され、16世紀に高僧ダン・ヒャン・ニラルタが増築を行ったとされる重要な寺院であり、晩年のニラルタはウルワツに隠遁して解脱に達したと伝えられている。

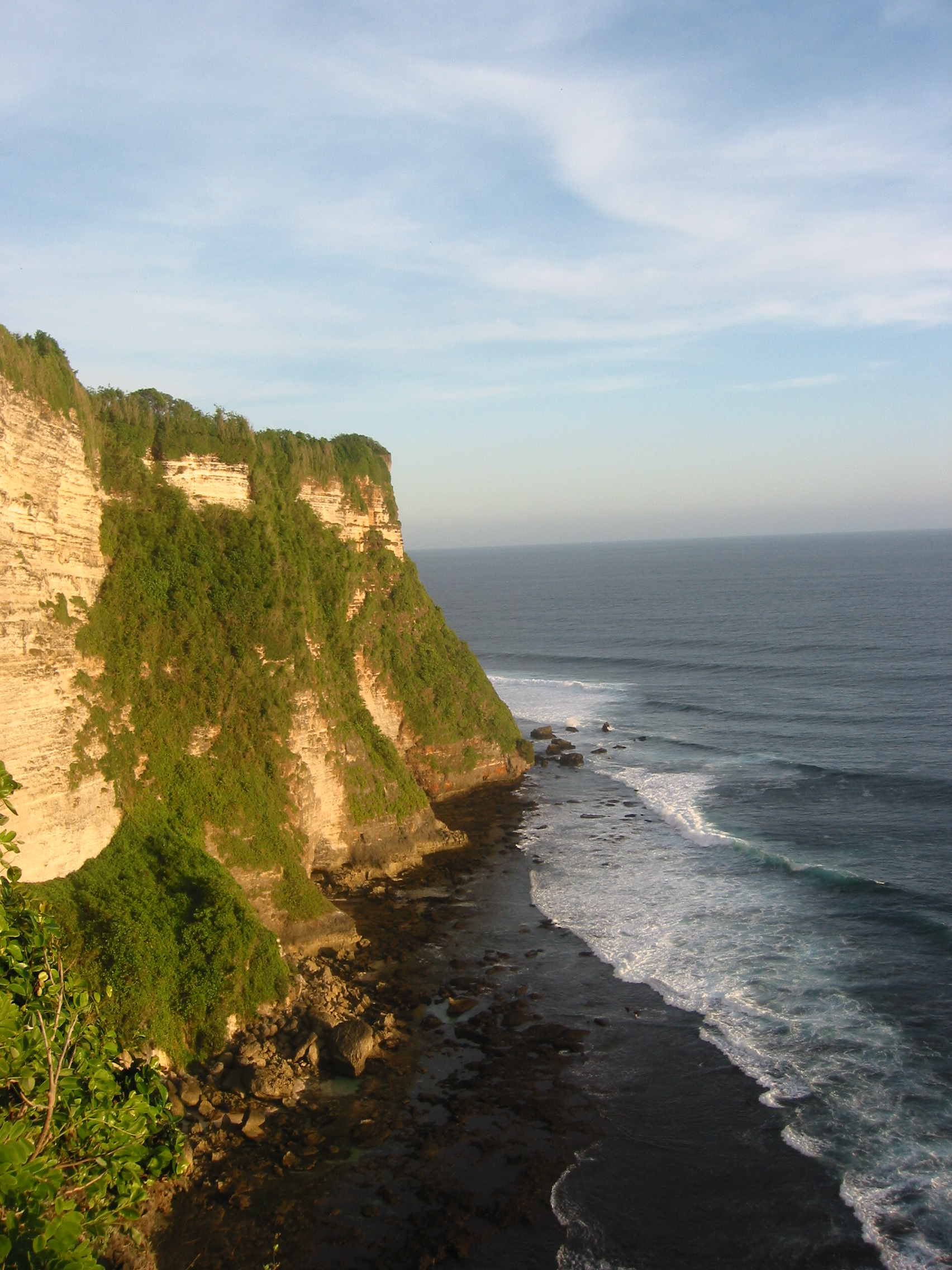
ウルワツ周辺の絶壁

ウルワツ寺院の位置するバドゥン半島の海岸沿いは絶壁となっており、近くにはスルバン海岸がありサーフ・ポイントともなっている。ウルワツ寺院の入り口は、ガネーシャ像が脇を固めるアーチ状の門となっており、このなかでは、珊瑚の壁面一面に、バリ神話の聖獣がところせましに彫られている。内部の小院はヒンドゥー教徒しか立ち入ることが許されていない。日没時の境内で上演されているケチャ・ダンスも、その壮麗な舞台によってよく知られている。
座標: 南緯8度49分44秒 東経115度5分7秒 / 南緯8.82889度 東経115.08528度